# Zhao Rugua
Zhao Rugua (趙汝适), född 1179, död 1228, var en kinesisk geografisk författare. Han var tulldirektör i staden Quanzhou i provinsen Fujian och ättling i 8:e led till kejsaren Song Taizong av Songdynastin.
I Quanzhou bedrev araber, perser, indier och andra köpmän en livlig handel. Zhao Rugua utfrågade noga resenärerna och författade ett verk, Zhufan Zhi (諸蕃志), där han skildrade Korea, Japan, Hainan, Filippinerna, Sundaöarna, Bortre Indien, Ceylon, de muslimska länderna samt de importvaror som kom från de olika länderna.
Verket som har stort historiskt värde översattes till engelska av Friedrich Hirth och William Woodville Rockhill 1912.